# Sevilla la Nueva
Sevilla la Nueva község Spanyolországban, Madrid tartományban. Sevilla la Nueva Navalcarnero, Villamanta, Villanueva de Perales, Brunete és Villaviciosa de Odón községekkel határos. Lakosainak száma 9657 fő (2024).

## Népesség
A település népessége az utóbbi években az alábbiak szerint változott:
| Lakosok száma | 4054 | 5832 | 7387 | 8234 | 8887 | 8858 | 9093 | 9318 | 9361 | 9657 |
|               | 2001 | 2004 | 2007 | 2009 | 2012 | 2014 | 2017 | 2019 | 2022 | 2024 |